# Pałac Letni w Petersburgu
Pałac Letni (ros. Ле́тний дворе́ц), zwany też Pałacem Letnim Elżbiety Piotrownej (ros. Летний дворец Елизаветы Петровны), w Petersburgu – pałac zbudowany w latach 1741–1744 dla cesarzowej Elżbiety, zburzony w 1796 roku z inicjatywy Pawła I.

## Historia

### Początki
Pierwsze wzmianki o letniej rezydencji cesarskiej znajdującej się od południowej strony Ogrodu Letniego pochodzą z czasów panowania Piotra I Wielkiego. Teren ten należał do żony cesarza, Katarzyny, dla której w 1712 zbudowano tutaj mały pałacyk. W 1731 Franceso Bartolomeo Rastrelli zaprojektował dla cesarzowej Anny Iwanowny jednopiętrowy drewniany pałac z dwudziestoma ośmioma pokojami. Po śmierci cesarzowej, regentka (panująca w imieniu Iwana VI) Anna Leopoldowna nakazała przebudowę pałacu. Nie doszło do niej jednak, gdyż już w 1741 w wyniku zamachu stanu na tron wstąpiła córka Piotra I Wielkiego – Elżbieta, która nakazała zburzyć budowlę by zrobić miejsce dla nowego pałacu.

### Pałac Letni cesarzowej Elżbiety
Bartolomeo Rastrelli zaprojektował dla cesarzowej wspaniałą rezydencję w stylu rosyjskiego baroku. Cesarzowa zażyczyła sobie by budowla zbudowana była w stylu weneckich pałaców. W Pałacu Letnim znajdowało się ponad 150 pomieszczeń, cerkiew, galerie i wielka sala. Przed pałacem znajdowała się imponujących rozmiarów fontanna, otoczona marmurowymi rzeźbami. Wstępu na teren pałacowy broniła monumentalna brama, ozdobiona dwugłowymi orłami. Na fasadach znajdowały się ryzality, były one także dekorowane pilastrami. Parter był murowany, piętro wykonane z drewna. Pałac pomalowano w jasnym odcieniu różu. Główna fasada z kolumnami korynckimi i mezzanino ozdobionym rzeźbami zwrócona była w kierunku północnym, w stronę Pola Marsowego i Ogrodu Letniego. Fasada południowa znajdowała się od strony Fontanki. Wnętrza udekorowane były dziełami sztuki, obrazami, rzeźbami oraz złotem. Podłogi wyłożono mozaikami i parkietami. W ogrodach pałacowych powstał budynek ermitażu oraz herbaciarnia. Znajdowała się tu także zagroda, w której trzymano słonie. Powstał także system fontann, podobnych do tych jakie znajdowały się w pobliskim Ogrodzie Letnim. Elżbieta bardzo lubiła swoją nową rezydencję. Co roku na przełomie kwietnia i maja dwór cesarski przenosił się z Pałacu Zimowego do Pałacu Letniego i pozostawał tam do jesieni. Procesja była zawsze bardzo uroczysta. Towarzyszyły jej dźwięki muzyki oraz wystrzały armatnie z twierdzy Pietropawłowskiej oraz Admiralicji.

### Dalsze losy Pałacu Letniego
W latach pięćdziesiątych Elżbieta doszła do wniosku, że Pałac Zimowy i Pałac Letni przestają odpowiadać rosnącym potrzebom dworu. Na jej życzenie Rastrelli rozpoczął projektowanie nowego Pałacu Zimowego. Jego ukończenia cesarzowa jednak nie dożyła. Pałac Letni pozostał jeszcze przez jakiś czas ważnym centrum rosyjskiej polityki. Tutaj w 1754 urodził się przyszły imperator, Paweł I Romanow, syn Katarzyny II. Już po śmierci Elżbiety, w pałacu podpisano traktat pokojowy po wojnie z Królestwem Prus. Tu także w sali tronowej Katarzyna II przyjmowała gratulacje z okazji swojego wstąpienia na tron. Katarzyna II nie darzyła Pałacu Letniego taką sympatią jak Elżbieta. Preferowała Pałac Zimowy i kompleks pałacowy w Carskim Siole. Wielka powódź z 1777 uszkodziła pałac oraz ogrody. Kres istnieniu Pałacu Letniego położył imperator Paweł I, który w 1796 nakazał zniszczenie budowli. Na jego miejscu w 1801 ukończono budowę Zamku Michajłowskiego.